# Ђезе Мартош
Ђезе Мартош (мађ. Martos Győző; Будимпешта, 15. децембар 1949) је био мађарски фудбалер 1970-их и 1980-их година, играо је на позицији одбрамбеног играча. Од 1977. до 1983. одиграо је 34 утакмица за репрезентацију Мађарске. Мартош је био члан мађарске репрезентације која је учествовала на Светскоим првенствима 1978. и 1982.. године.

## Каријера

### Клуб
Од 1971. до 1979. играо је за свој матични клуб у ТК Ференцварош где је успео да дође до финала Купа победника купова Европе у сезони 1974/75. где је Ференцварош поражен од Динама из Кијева (0 : 3). После 1979. године Мартош је прешао да игра у другу Будимпештанску екипу Волан ФК где је играо 2 сезоне пре него што је завршио ову играчку каријеру са Ватершеи СВ Тор у белгијској Првој лиги.

### Репрезентација
Са репрезентацијом Мађарске ушествовао је на 2 Светска првенства где је наступио на 6 утакмица. На Светском првенству 1978. играо је против Аргентине (1 : 2), Италије (1 : 3) и Француске (1 : 3). На Светском првенству 1982. играо је против Салвадора (10 : 1), Аргентине (1 : 4) и Белгије (1 : 1).

## Достигнућа
- Прва лига Мађарске у фудбалу: 
  - шампион: 1975/76
- Куп Мађарске у фудбалу:
  - првак: 1971/72, 1973/74, 1975/76, 1977/78
- Купа победника купова :
  - финалиста: 1974/75
- Куп Белгије у фудбалу
  - победник: (1981/82)